# 土坯

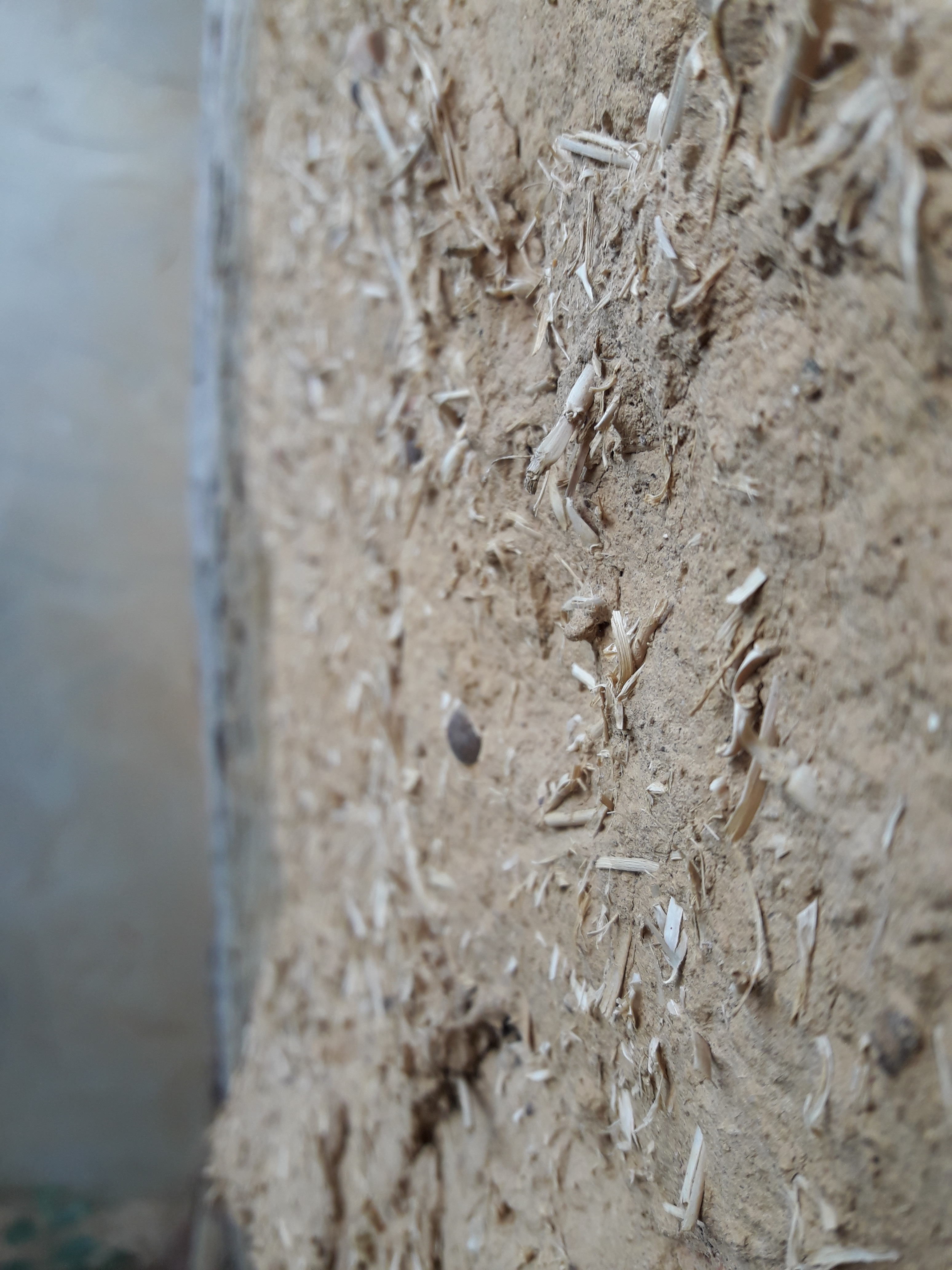
西班牙帕伦西亚巴希洛的土坯墙

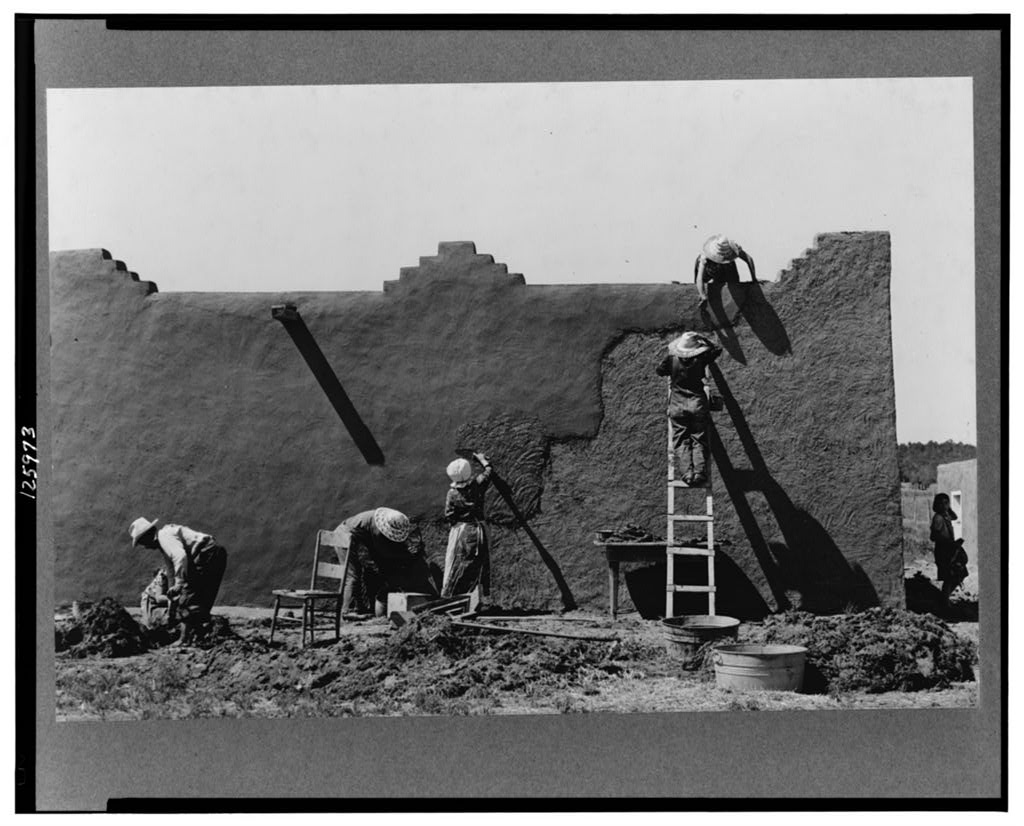
新墨西哥州查米萨尔的土坯墙

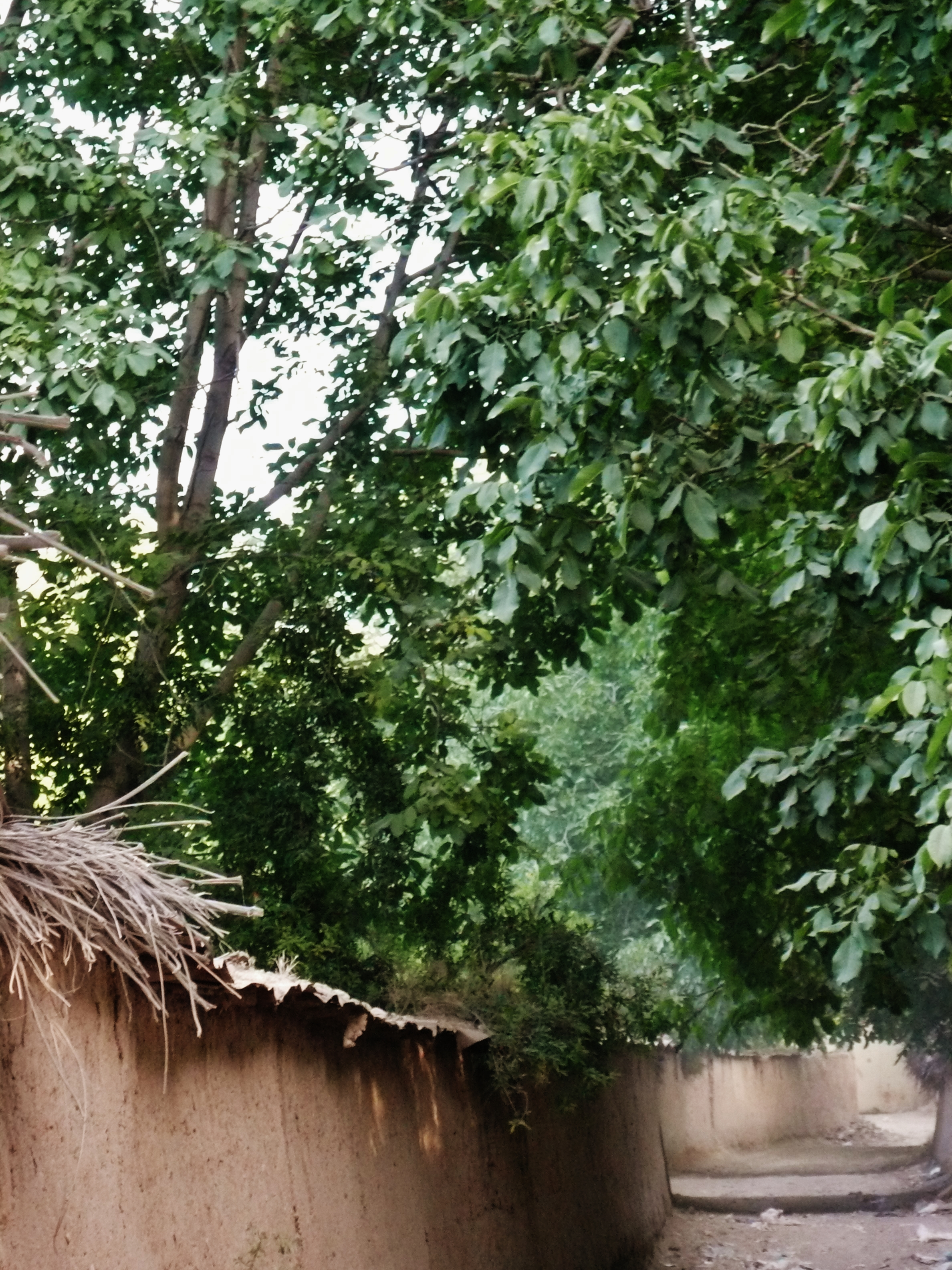
伊朗設拉子市的土坯墙

土坯（英語：Adobe /əˈdoʊbi/ ə-DOH-bee  ，西班牙語發音：[aˈðoβe]，阿拉伯语：الطوب Attub）是由泥土、有機質組成的建筑材料，多數土坯建築外觀與土團和夯土建筑相似。土坯是人類極早期的建築材料之一，能夠追溯到近萬年前。
一詞在西班牙语代表泥磚，在美國西南部等英語、西語系地區中，Adobe能指任何土造建築、風格，如普韋布洛復興風格建築、領土復興式建築。

## 強度
土坯在干燥的气候下极其耐用，部分地區的土坯建築已屹立近千年，且因旗熱質量高而可以在沙漠、熱帶地區調節室內溫度。
土坯的強度不如混凝土，若不加固易受天災破壞。2003年巴姆大地震和2010年智利大地震等皆因土坯屋不耐震倒塌，導致大量傷亡。

## 分布
土坯建物在世界各地皆有出現，其因容易且方便製造而被人類廣泛使用。
中美洲、安地斯山脈的美洲原住民利用土坯造屋已有數千年歷史，而西班牙自西元前8世纪青銅器時代晚期起便開始使用土坯。

## 词源

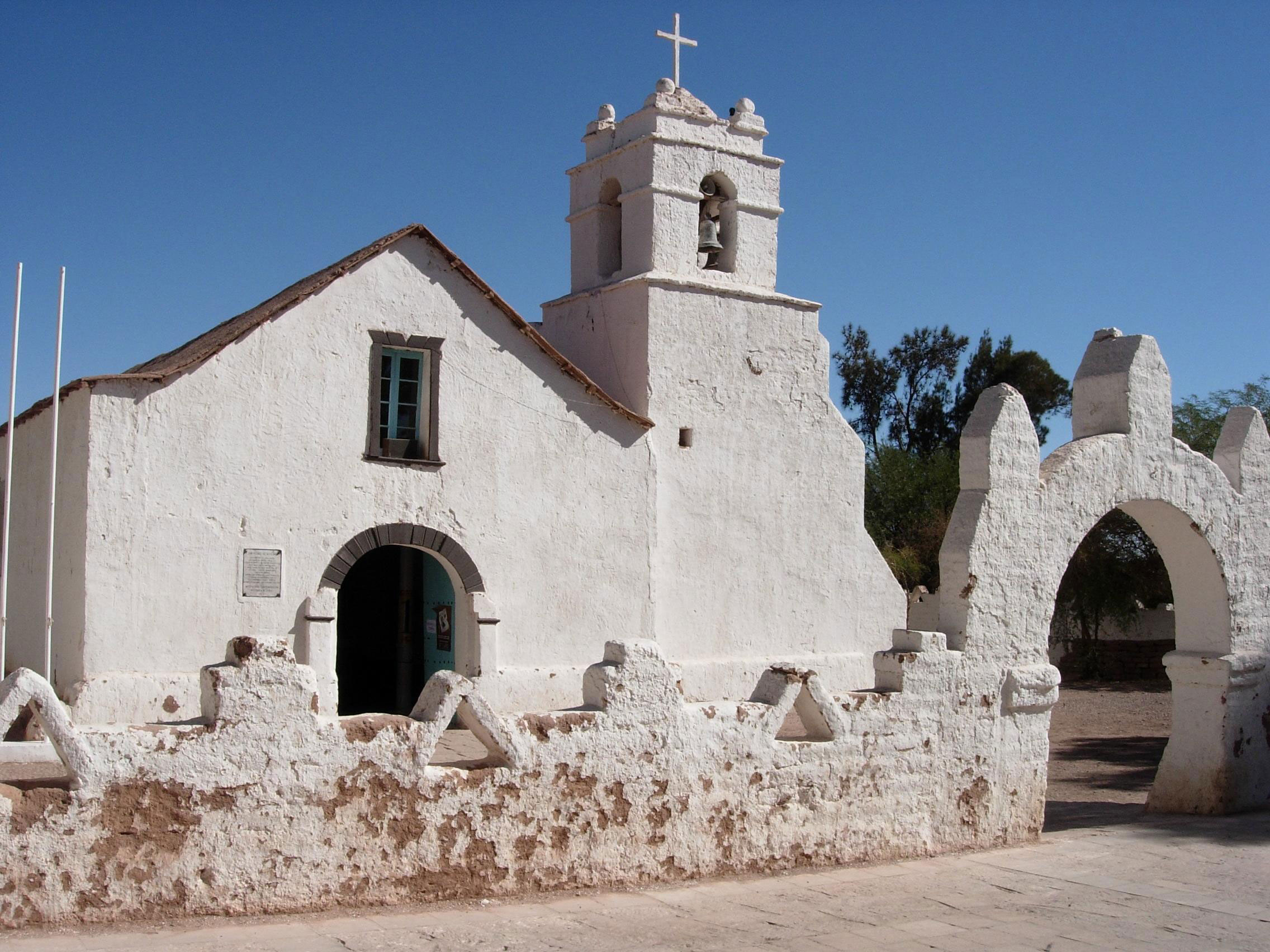
智利聖佩德羅德阿塔卡馬教堂

Adobe一词已存在约4000年，其发音和含义变化不大。它可追溯至西元前2000年的中古埃及語單字「ḏbt」（元音未写），意為砖塊。後演變成晚期埃及语、科普特语，寫作ⲧⲱⲃⲉ （tōbə），接著在阿拉伯語中加入定冠詞al- 變為（aṭ-ṭawbu或aṭ-ṭūbu）。
可能在莫扎拉布语傳播下，該詞被同化为中世紀西班牙語adobe（[aˈdobe] ），adobe最終在18世紀初被英語借用。

## 作品

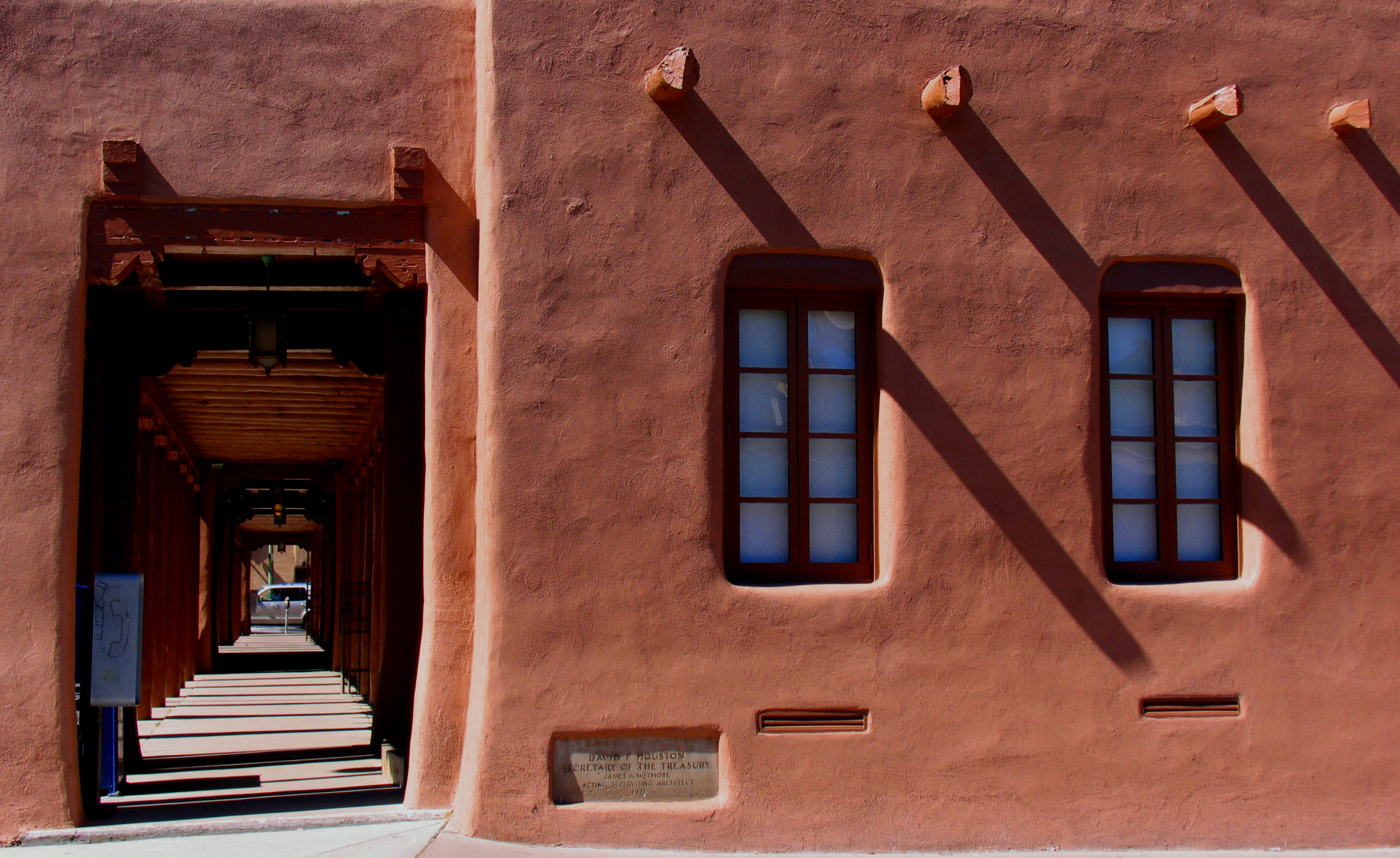
新墨西哥州聖塔菲的土坯风格建築

土坯是复合材料，由泥土、水、有機質（稻草、糞便等）混合而成。泥土種類包含沙、泥及黏土，稻草與糞便有助黏合材料、讓土坯均勻乾燥避免開裂。材料的理想比例為15%粘土、10-30%泥和55-75%沙。
粘土中包含膨脹黏土、伊利石或高嶺土，膨胀粘土含量超過一半會讓土坯乾燥不均勻導致開裂、高嶺土含量過高會讓土坯強度降低。美國西南部的土壤因比例適當，土坯在此地被廣泛使用。

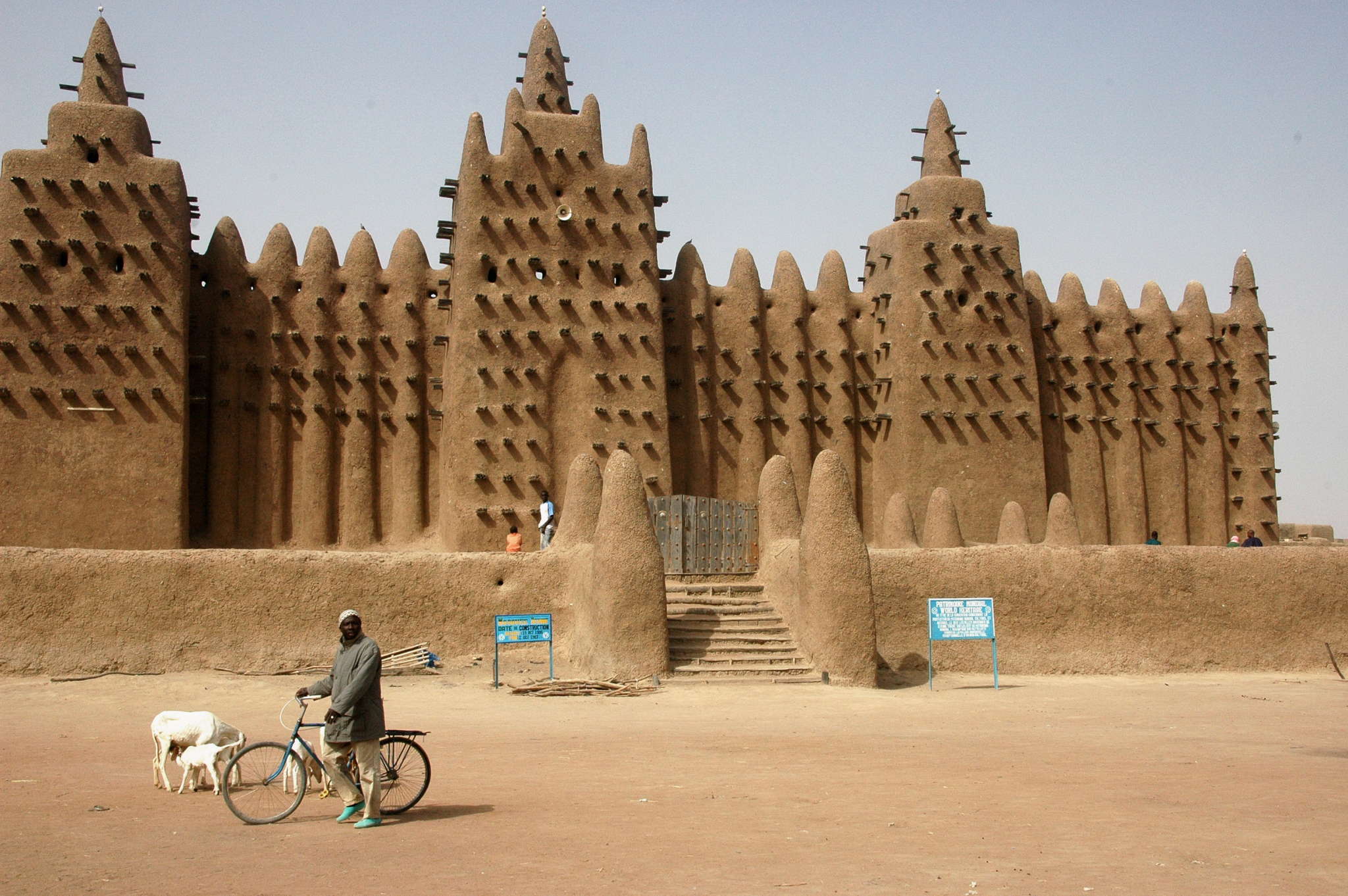
马里杰内大清真寺為土坯建築，墙体伸出部分既為裝飾也可在維護時充作支架。

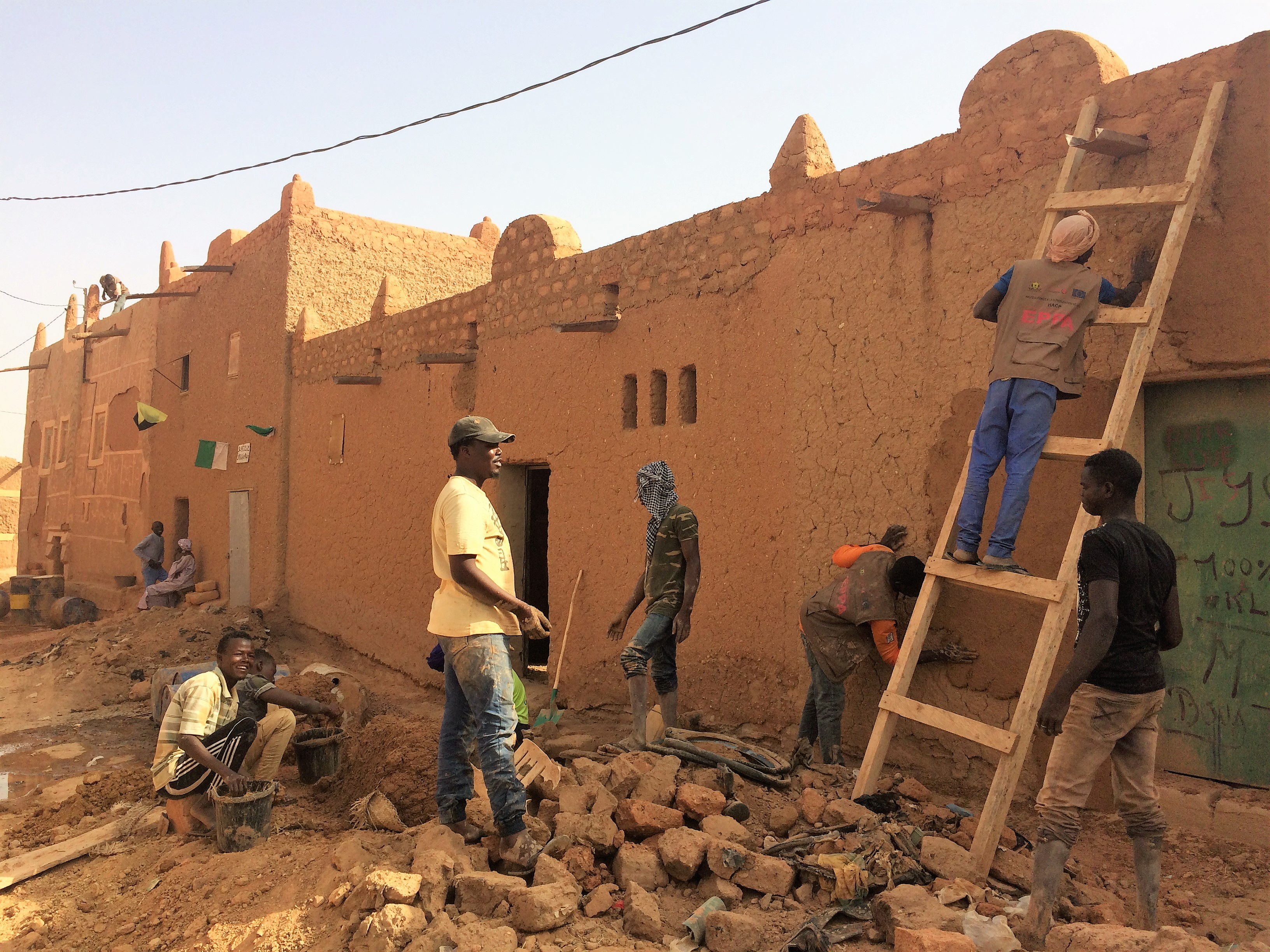
尼日阿加德茲的建築塗泥維護

## 用途

### 浇筑并夯实的土坯墙

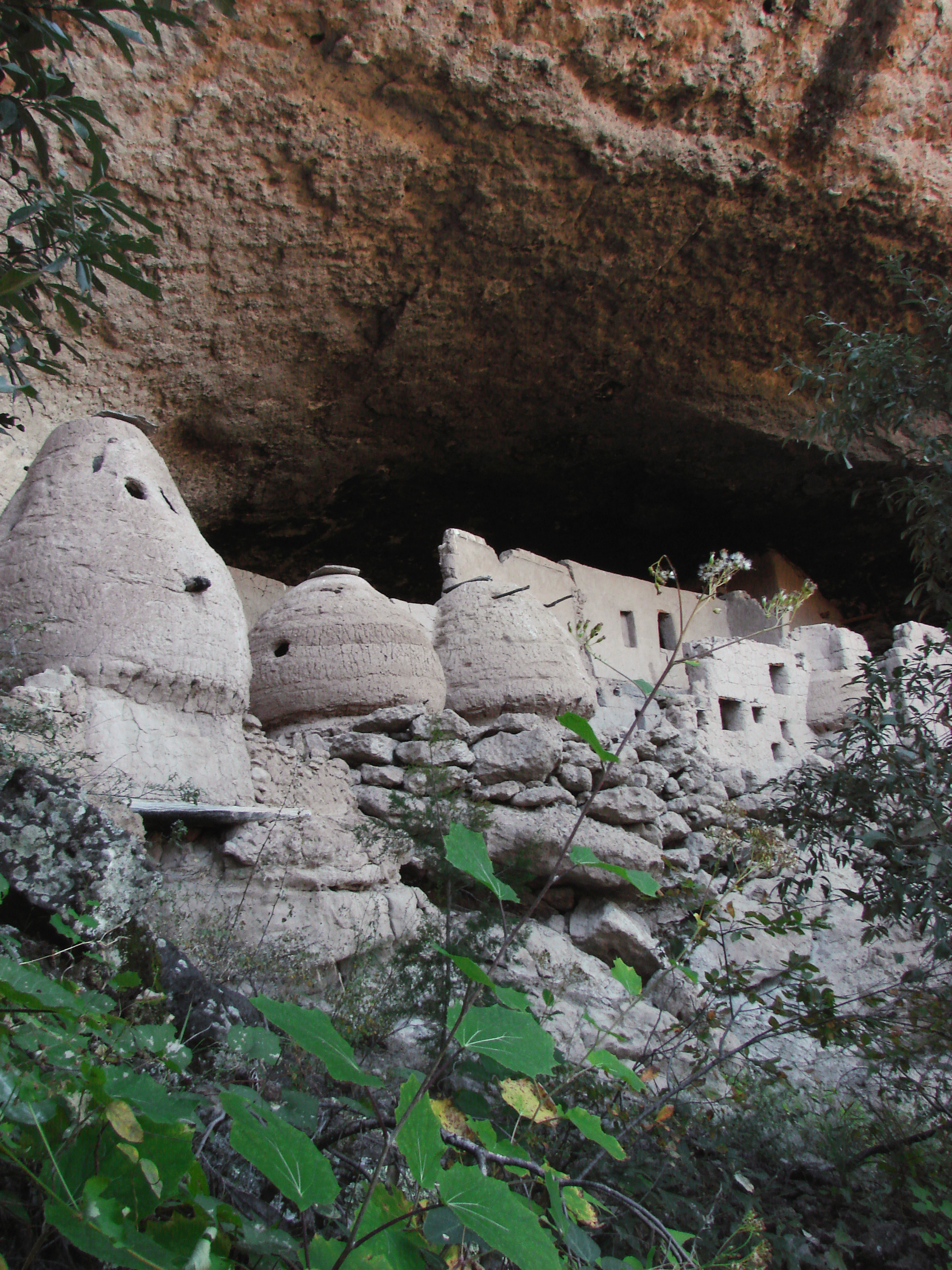
墨西哥Cuarenta Casas的悬崖住宅，由浇筑或夯筑的土坯（粘土）建造

「倒築土坯」（又稱「攪築黏土」、「堆築土」），現今多稱為 cob，是指將濕軟的土坯材料分層堆疊成牆，而不是先製作單塊土坯磚或使用模具成形。「puddle」（攪築）是一個通用術語，指以黏土或黏土與砂為基礎，經搗實和揉合至緻密可塑狀態的材料。這是美洲最古老的土坯建造方式之一，直到人們開始在地面挖坑作為模具，之後西班牙人引入了木製模框，才有了獨立土坯磚的製作。

### 土坯砖

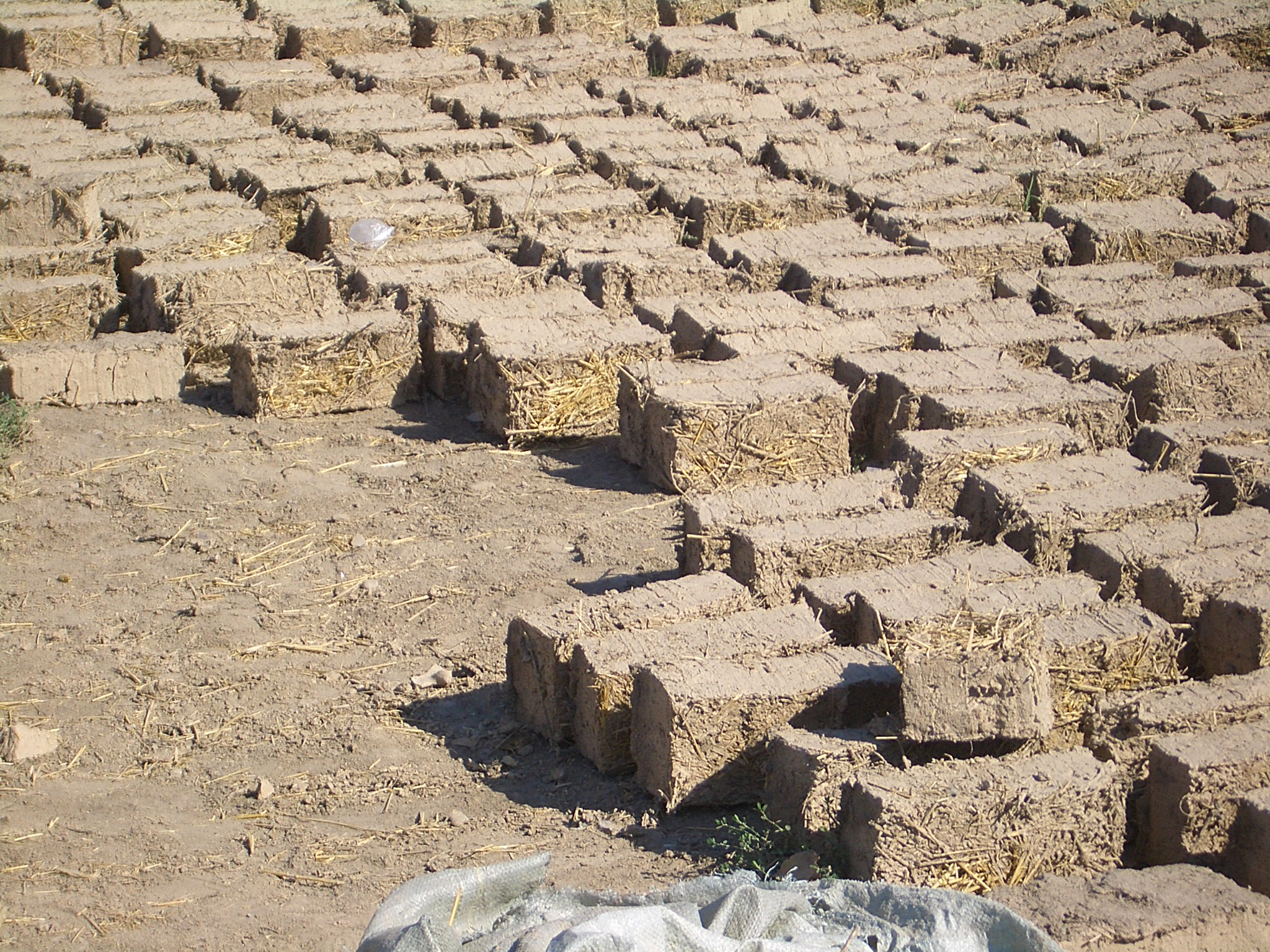
吉尔吉斯米粮川建筑工地的土坯砖

依照混合物所壓製的形狀不同，土坯幾乎可以成為任何尺寸或形狀，只要乾燥均勻，並且對於體積較大的磚塊加入適當的加固材料。加固材料可以是糞肥、稻草、水泥、鋼筋或木樁。若在標準土坯混合物中加入稻草、水泥或糞肥，能製作出更堅固、更耐裂的磚。
在施工前，會先檢測土壤成分。方法是將土壤樣本與水放入透明容器中，攪拌至接近飽和的漿狀，然後用力搖晃一分鐘。靜置一天後，土壤會分層沉澱：最重的顆粒先沉底，其上是砂，再上層是粉砂，極細的黏土和有機物則會懸浮數天才會沉降。待水變清後，即可測算各成分比例。含砂量 50–60%、黏土 35–40% 的比例能製作出結實的磚。美國新墨西哥州立大學合作州立研究、教育與推廣服務處建議：黏土不超過三分之一，砂不少於二分之一，泥永遠不超過三分之一。
在大蕭條時期，設計師兼建造者休·W·康斯托克（Hugh W. Comstock）使用更廉價的材料，製作出一種特殊的土坯磚稱為「Bitudobe」。他在1936年建成了第一棟土坯房。1948年，他出版《Post-Adobe：簡化土坯建築——結合堅固木架與現代穩定土坯》（Post-Adobe; Simplified Adobe Construction Combining A Rugged Timber Frame And Modern Stabilized Adobe）一書，詳述他的建造方法，包括如何製作「Bitudobe」。1938 年，他擔任富兰克林与坎普（Franklin & Kump）建築事務所顧問，該事務所在卡梅爾高中（Carmel High School）的建築中使用他的「Post-adobe」系統。

## 世界各地的土坯
阿契美尼德王朝建造的巴姆古城是世界上最大的土坯建築，但在在2003年巴姆大地震中幾乎被摧毀。
祕魯的太陽神殿使用了近1.3億塊土坯磚建造，是美洲前哥倫布時期最大的土坯建築。

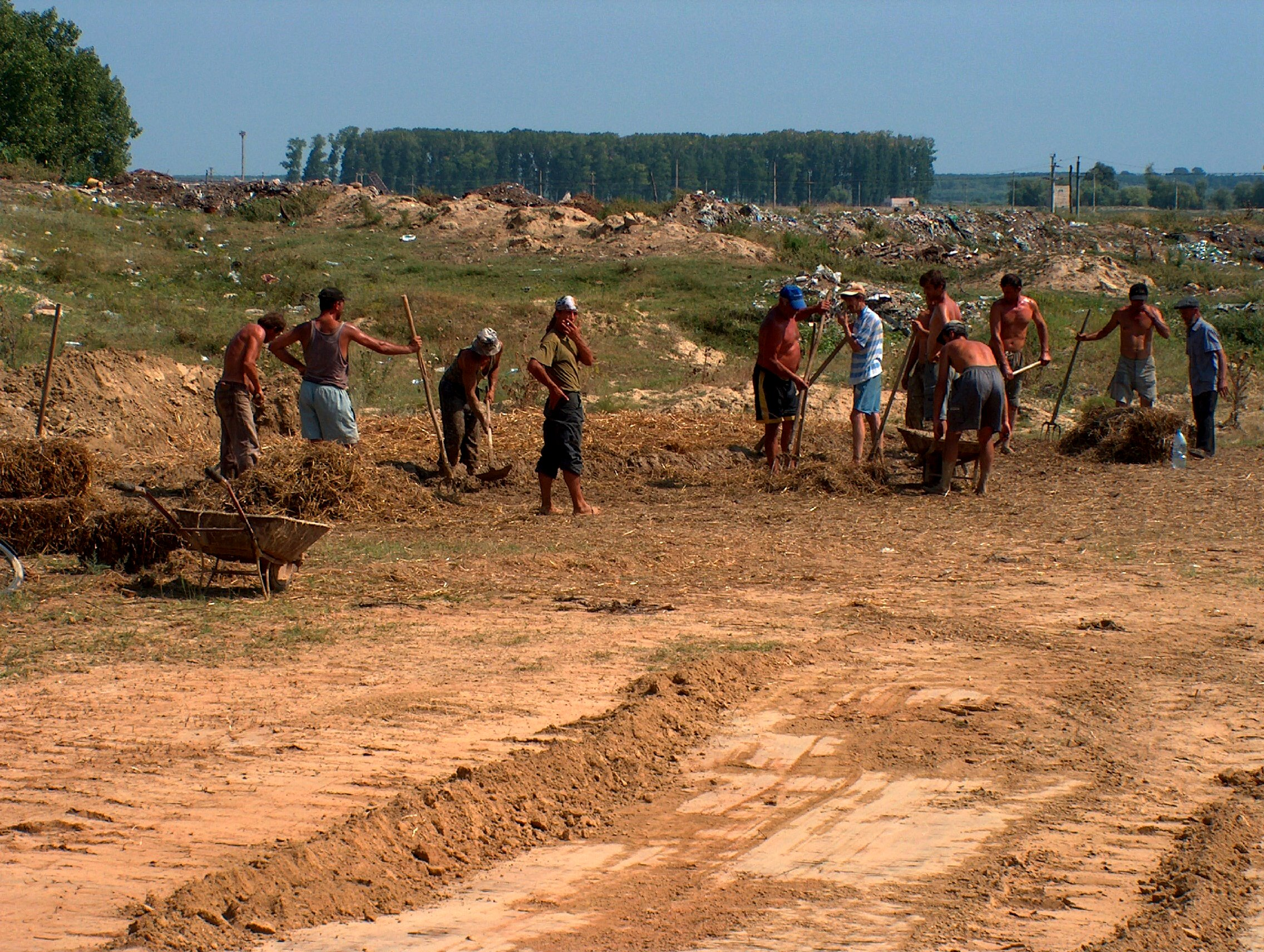
羅馬尼亞多瑙河三角洲至今仍在生产土坯
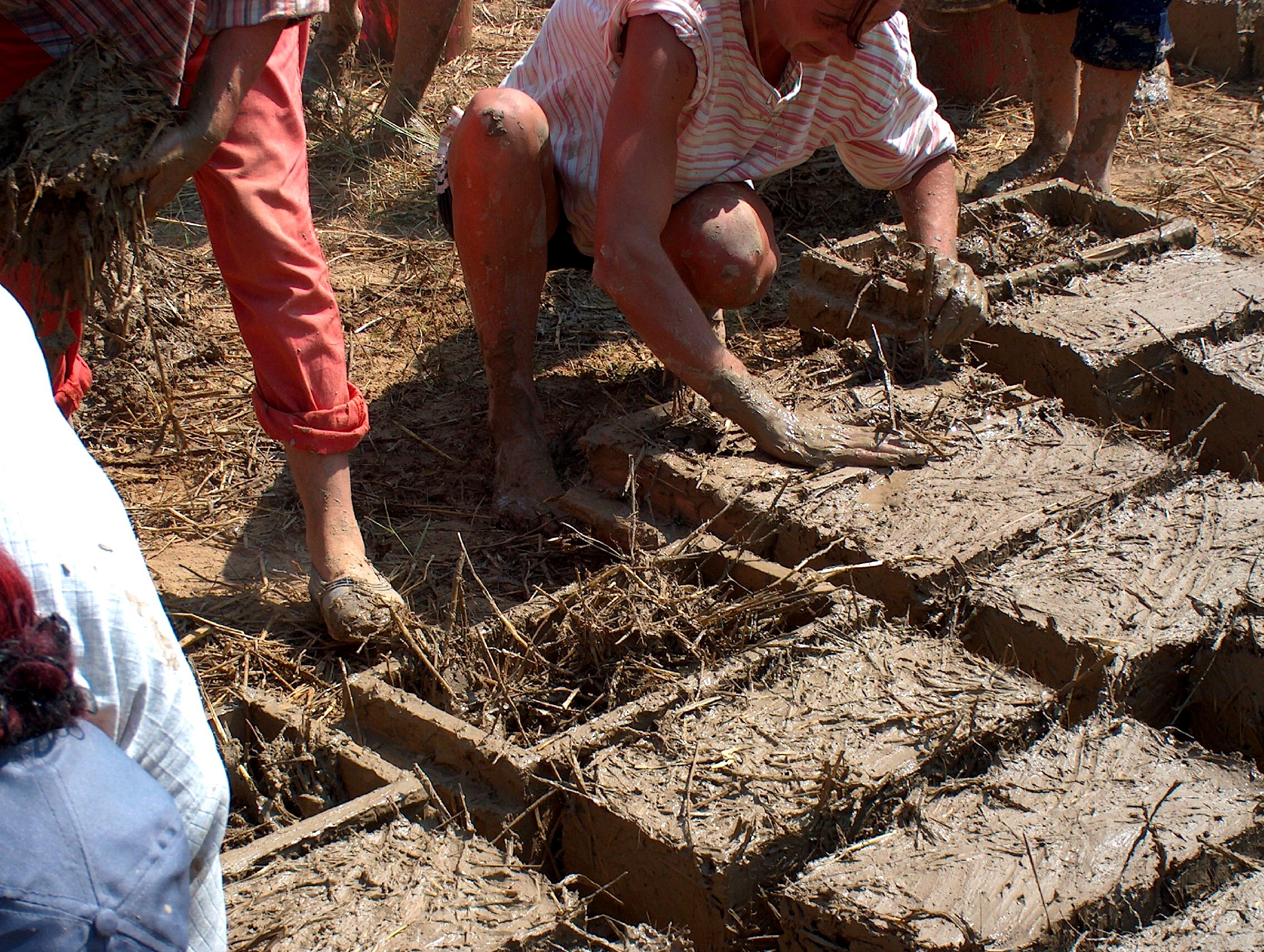
在土坯中混合泥土和稻草
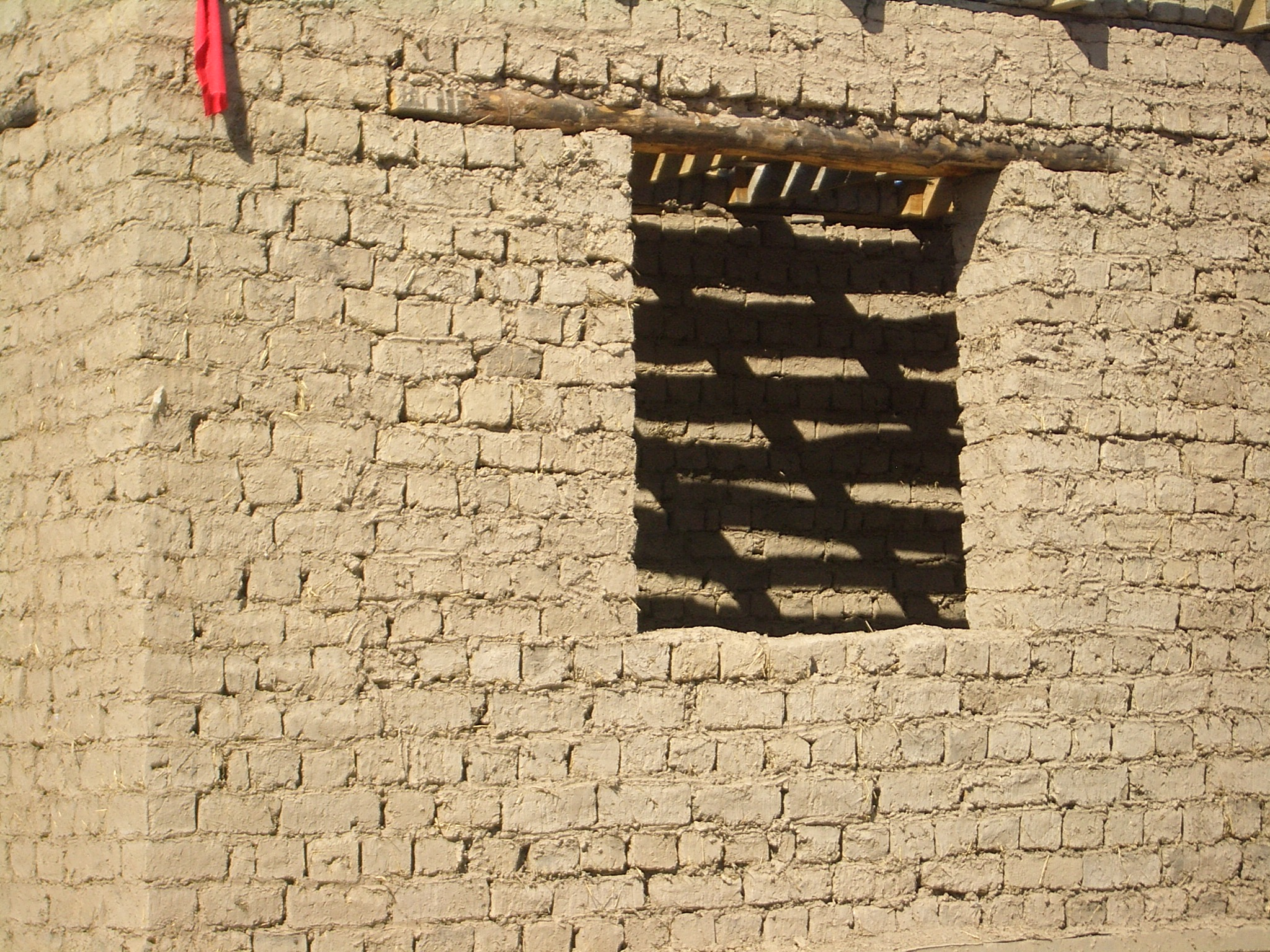
吉爾吉斯正在建造的土坯屋
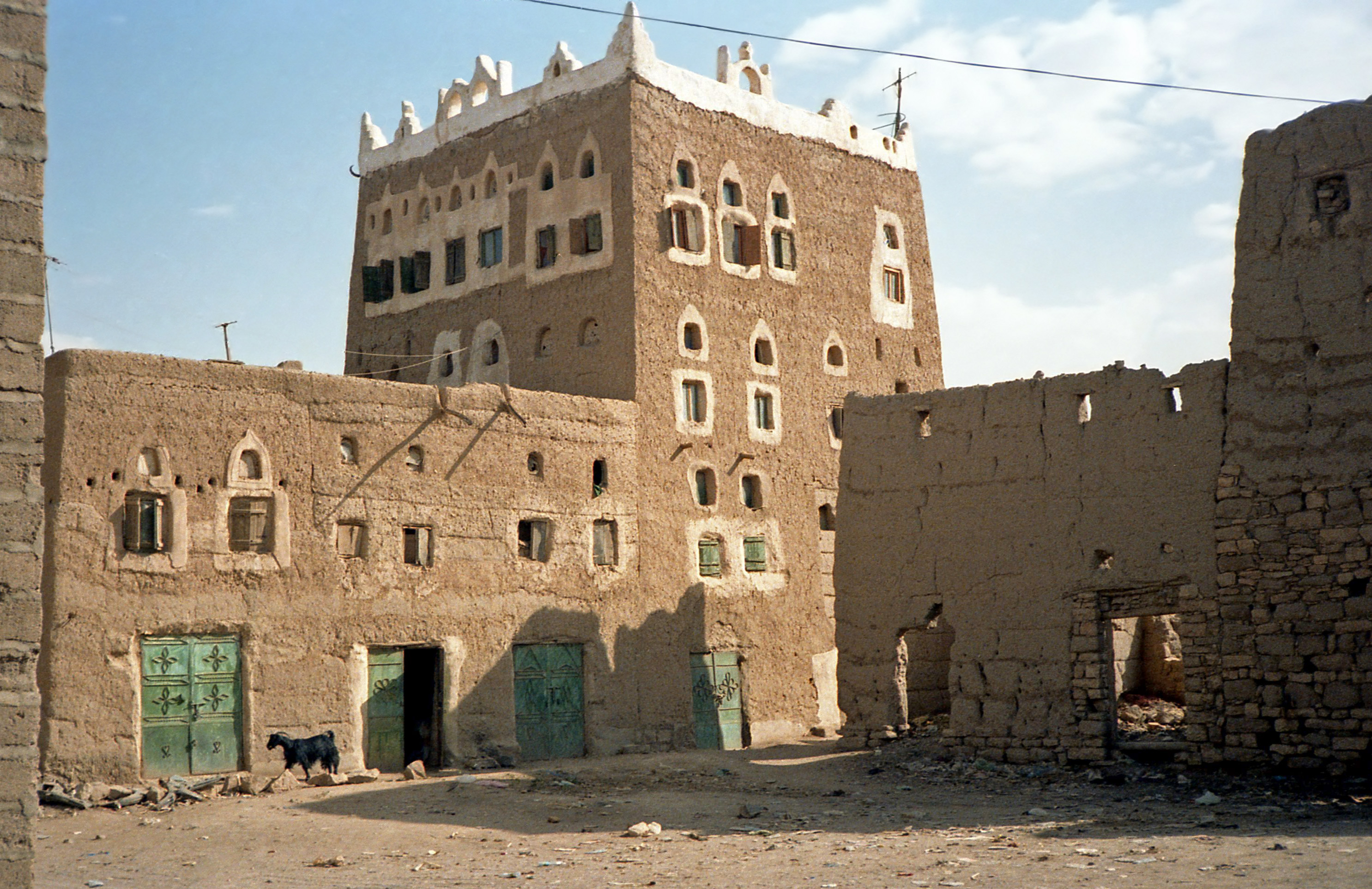
葉門萨达的房屋
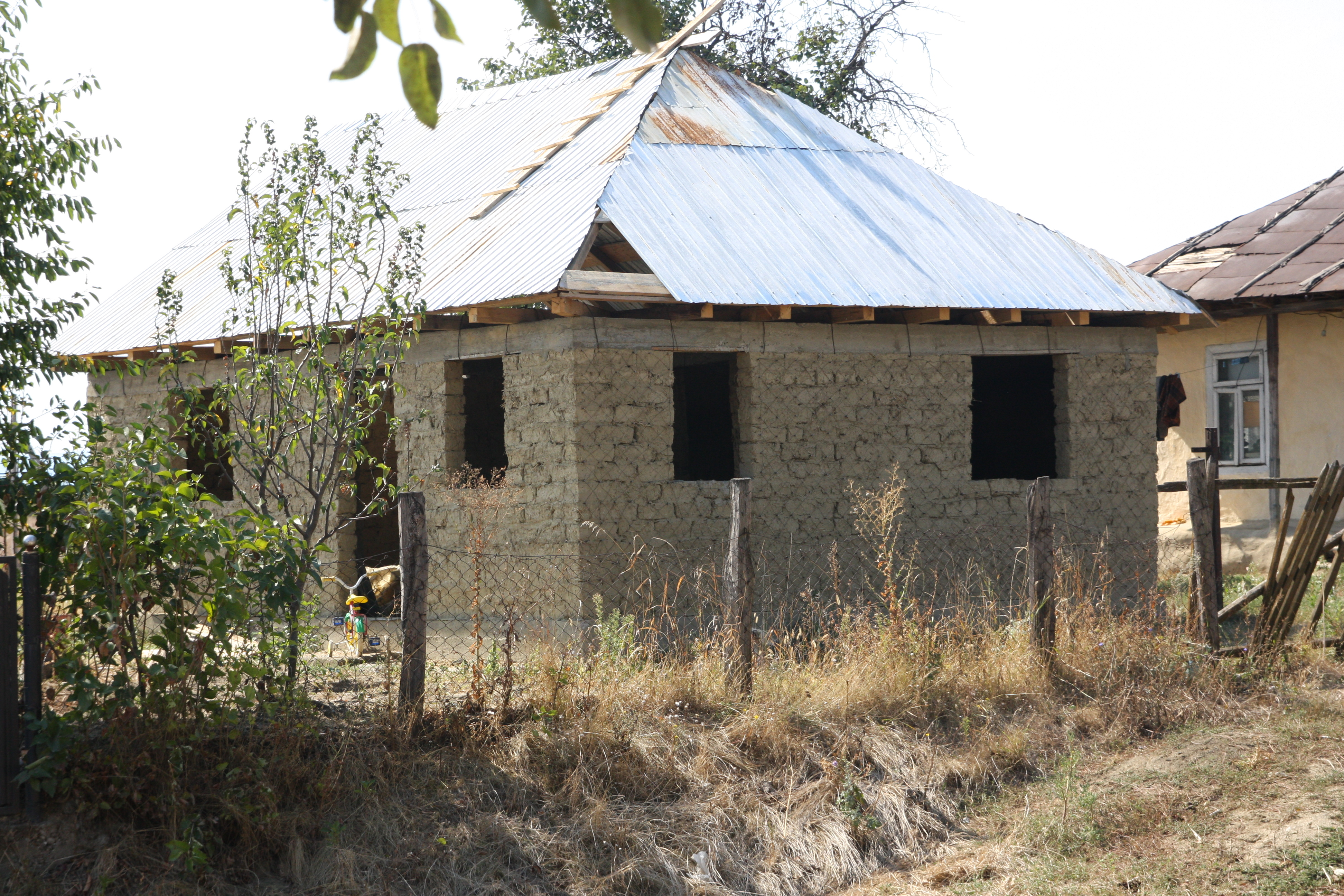
羅馬尼亞正在建造的土坯屋
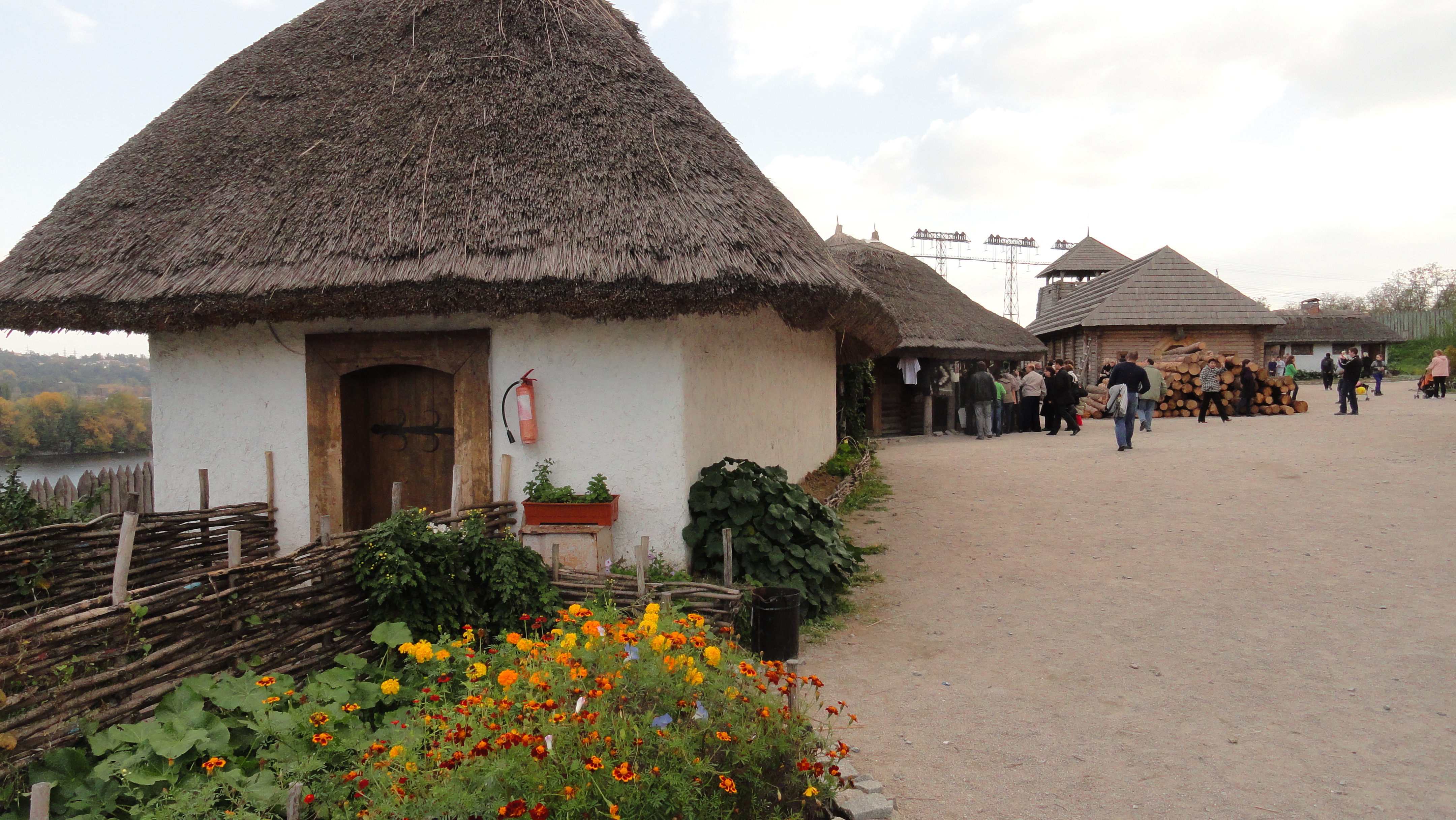
乌克兰哥薩克小屋
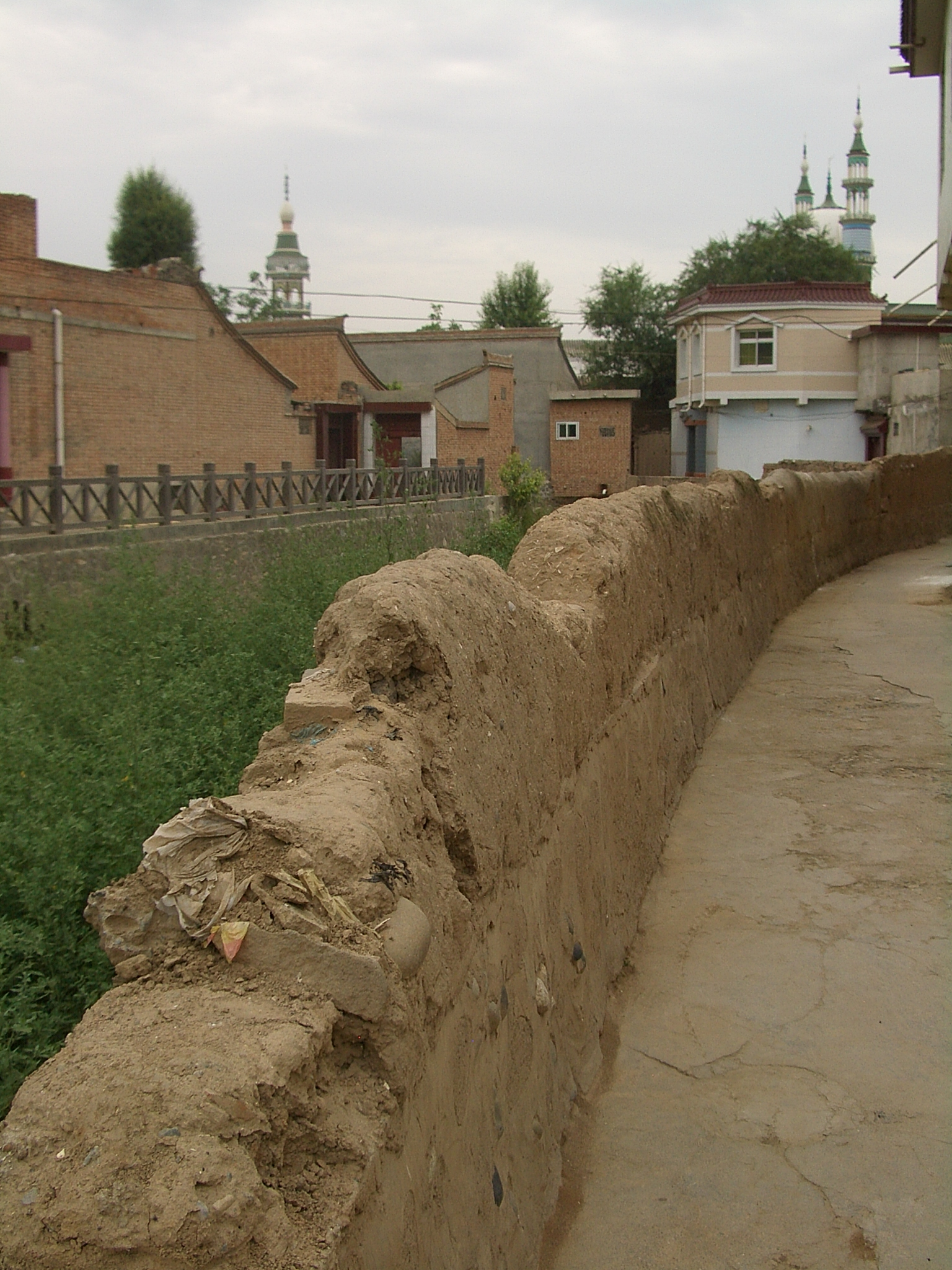
中国甘肃临夏市的土坯墙
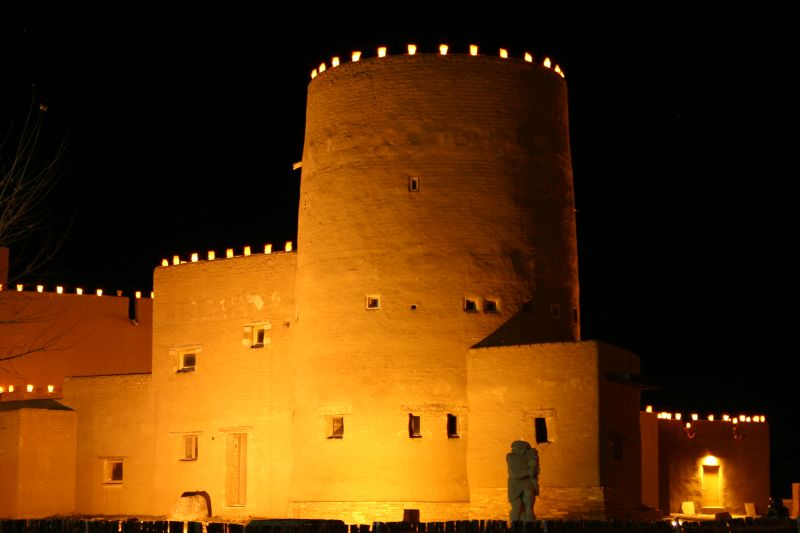
波耶博物館（英语：Poeh Museum）塔是美国新墨西哥州最高的土坯建筑
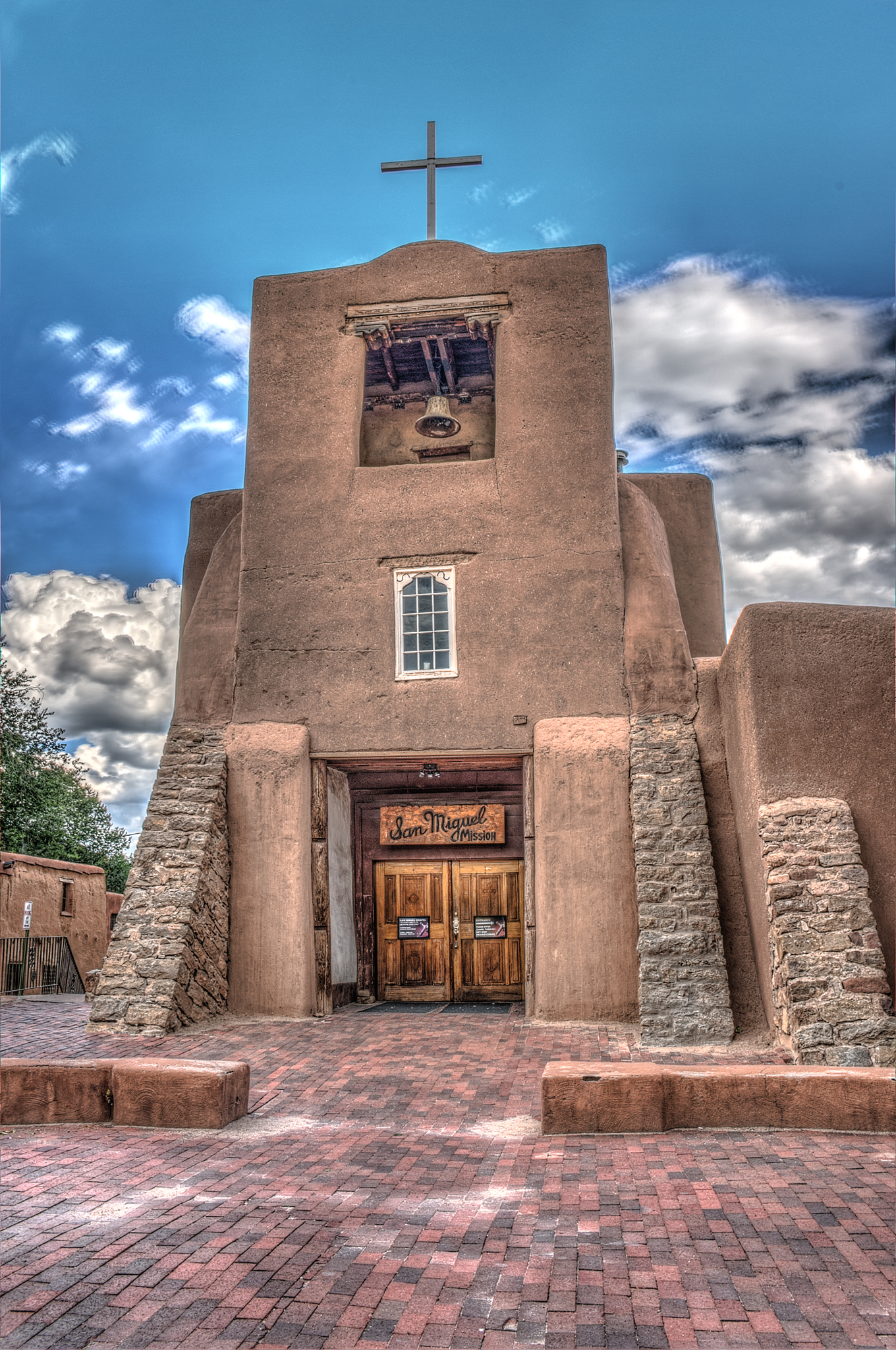
新墨西哥州圣达菲的聖米格爾教堂（英语：San Miguel Mission）
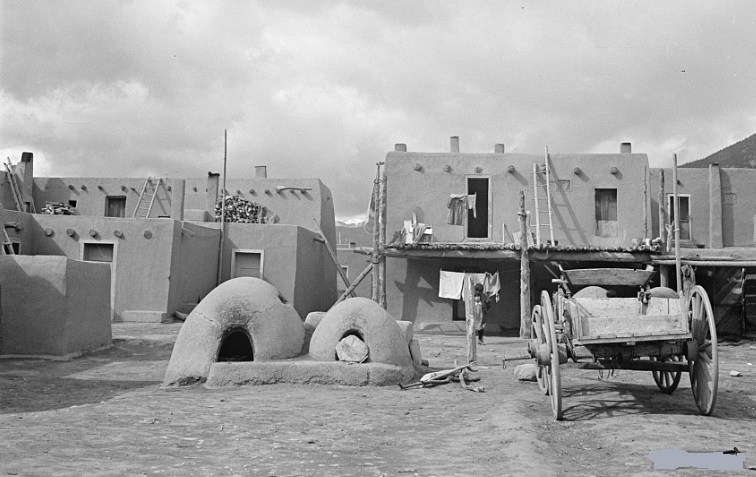
陶斯普韦布洛村的土坯烤炉